# The Judds

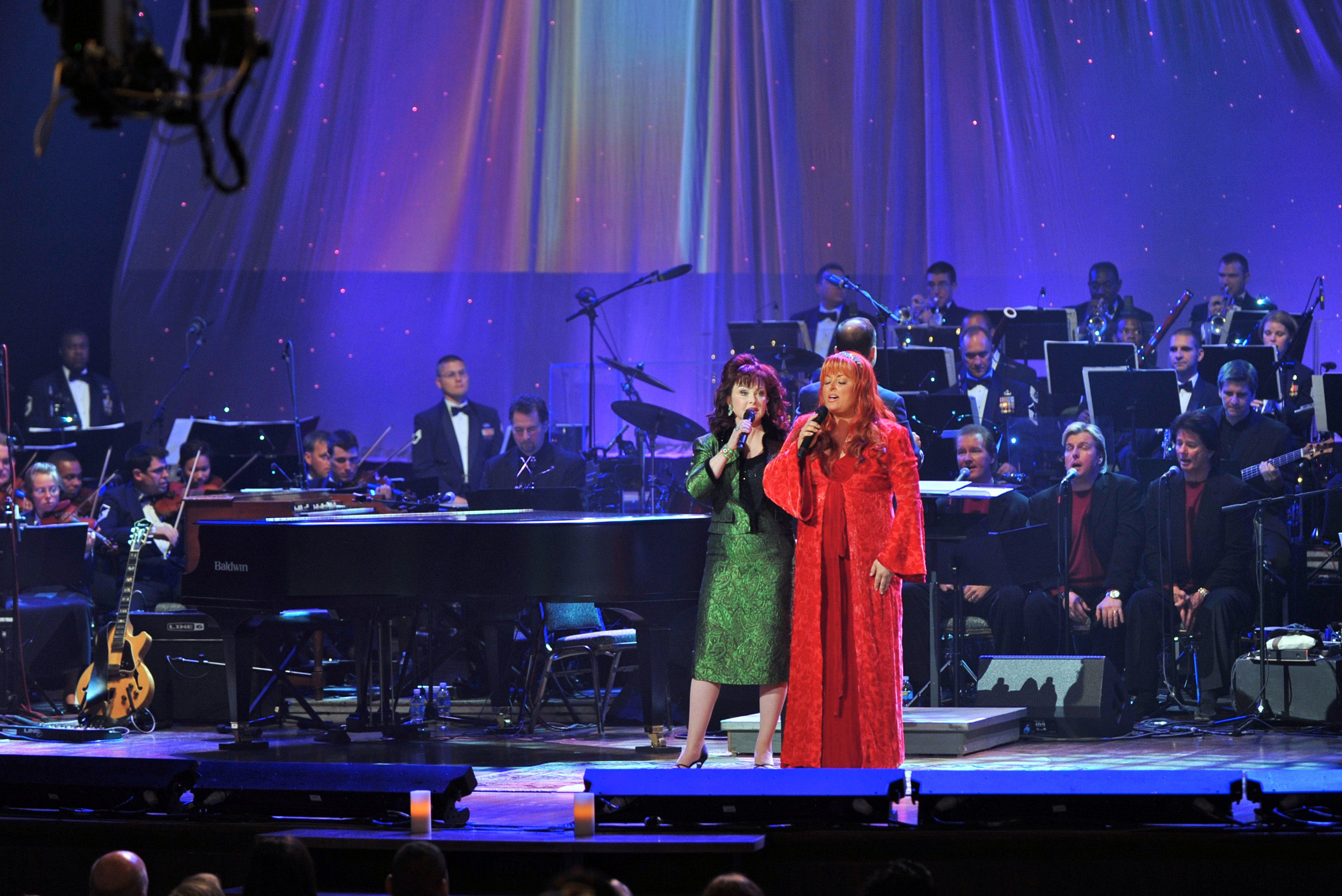
Wynonna und Naomi Judd (2008)

The Judds waren in den 1980er Jahren eines der erfolgreichsten Duos der Country-Musik. Es bestand aus Mutter Naomi Judd (* 11. Januar 1946 als Dianna Ellen Judd; † 30. April 2022) und Tochter Wynonna Judd (* 30. Mai 1964 als Christina Ciminella in Ashland, Kentucky).

## Anfänge
Als Wynonna geboren wurde, war ihre Mutter 18 Jahre alt. Nach Geburt der zweiten Tochter Ashley und anschließender Ehescheidung zog Naomi mit ihren beiden Kindern nach Los Angeles. Dort arbeitete sie als Model und als Schreibkraft bei Filmproduktionen. 1976 kehrte sie nach Kentucky zurück, wo sie eine Ausbildung als Krankenschwester begann.
Tochter Wynonna ließ schon in jungen Jahren ein bemerkenswertes Gesangstalent erkennen. Naomi zog in der Hoffnung auf eine Karriere mit ihrer Familie nach Nashville, in das Zentrum der Country-Musik. Hier fand sie eine Anstellung als Krankenschwester, während die Töchter die Schule besuchten.

## Karriere
In Nashville nutzten Mutter und Tochter jede sich bietende Gelegenheit zu öffentlichen Auftritten. Allmählich wurde die Szene auf die beiden aufmerksam. Nachdem ein Demoband den Weg zum RCA-Label gefunden hatte, wurden die Judds zum Vorsingen eingeladen. Nach nur 30 Minuten entschied sich die Schallplattenfirma, Naomi und Wynonna unter Vertrag zu nehmen.
Ihre erste Single, Had A Dream (For The Heart) wurde Ende 1983 veröffentlicht und schaffte es auf Anhieb in die Top-20. Ein Jahr später gelangten Mama He’s Crazy und Why Not Me bis auf Platz eins. Im selben Jahr wurden sie mit dem Grammy „Best Country Performance by a Duo or Group with Vocal“ und weiteren bedeutenden Preisen ausgezeichnet. Why Not Me wurde CMA „Single of the Year“. Neben der Qualität ihrer Songs war das vor allem Wynonnas tragender Stimme zu verdanken, die durch den Harmoniegesang ihrer Mutter perfekt ergänzt wurde.
Auch in den folgenden Jahren wurden zahlreiche Nummer-1-Hits produziert (insgesamt 14) und etliche Auszeichnungen gewonnen. Ihre Alben waren gleichermaßen erfolgreich und erreichten fast ausnahmslos Gold- bzw. Platinstatus. Ende des Jahrzehnts gelangten sie bei der von Billboard durchgeführten Wahl zum „Künstler des Jahrzehnts“ auf einen für Country-Sänger respektablen fünften Rang. Auf dem Höhepunkt ihrer Karriere erkrankte Naomi an chronischer Hepatitis. Nach einer triumphalen und dank umfassender Fernsehübertragungen äußerst lukrativen Abschiedstournee 1991 beendeten die Judds ihre Karriere. Wynonna setzte ihre Karriere solo fort, während Naomi eine Autobiografie schrieb. 1999 traten sie erstmals wieder gemeinsam auf. Ein Jahr später gingen sie auf Tournee, zu der das Album The Judds Reunion Live veröffentlicht wurde. 2011 folgte die Last Encore Tour.

## Diskografie

### Studioalben
| Jahr | Titel                         | Höchstplatzierung, Gesamtwochen, AuszeichnungChartplatzierungen (Jahr, Titel, Platzierungen, Wochen, Auszeichnungen, Anmerkungen) | Höchstplatzierung, Gesamtwochen, AuszeichnungChartplatzierungen (Jahr, Titel, Platzierungen, Wochen, Auszeichnungen, Anmerkungen) | Anmerkungen |
| Jahr | Titel                         | US | Country | Anmerkungen |
| ---- | ----------------------------- | --- | --- | ----------- |
| 1984 | Why Not Me                    | US71 ×2Doppelplatin · (26 Wo.)US                                                                                                  | Country1 (195 Wo.)Country |             |
| 1985 | Rockin’ With The Rhythm       | US66 Platin · (57 Wo.)US | Country1 (151 Wo.)Country |             |
| 1987 | Heartland                     | US52 Platin · (31 Wo.)US | Country1 (109 Wo.)Country |             |
| 1987 | Christmas Time With The Judds | US— PlatinUS | Country49 (5 Wo.)Country |             |
| 1989 | River of Time                 | US51 Gold · (20 Wo.)US | Country2 (78 Wo.)Country |             |
| 1990 | Love Can Build a Bridge       | US62 Platin · (53 Wo.)US | Country5 (88 Wo.)Country |             |

### Livealben
| Jahr | Titel                  | Höchstplatzierung, Gesamtwochen, AuszeichnungChartplatzierungen (Jahr, Titel, Platzierungen, Wochen, Auszeichnungen, Anmerkungen) | Höchstplatzierung, Gesamtwochen, AuszeichnungChartplatzierungen (Jahr, Titel, Platzierungen, Wochen, Auszeichnungen, Anmerkungen) | Anmerkungen |
| Jahr | Titel                  | US | Country | Anmerkungen |
| ---- | ---------------------- | --- | --- | ----------- |
| 2000 | The Judds Reunion Live | US107 (2 Wo.)US | Country16 (15 Wo.)Country |             |

Weitere Livealben
- 1995: The Judds in Concert

### Kompilationen
| Jahr | Titel                                         | Höchstplatzierung, Gesamtwochen, AuszeichnungChartplatzierungen (Jahr, Titel, Platzierungen, Wochen, Auszeichnungen, Anmerkungen) | Höchstplatzierung, Gesamtwochen, AuszeichnungChartplatzierungen (Jahr, Titel, Platzierungen, Wochen, Auszeichnungen, Anmerkungen) | Anmerkungen |
| Jahr | Titel                                         | US | Country | Anmerkungen |
| ---- | --------------------------------------------- | --- | --- | ----------- |
| 1988 | Greatest Hits                                 | US76 ×2Doppelplatin · (97 Wo.)US                                                                                                  | Country1 (247 Wo.)Country |             |
| 1991 | Greatest Hits Volume 2                        | US54 Gold · (32 Wo.)US | Country7 (60 Wo.)Country |             |
| 1994 | Christmas with The Judds and Alabama          | — | Country61 (3 Wo.)Country | mit Alabama |
| 1994 | Reflections                                   | — | Country66 (1 Wo.)Country |             |
| 1995 | Number One Hits                               | US187 Platin · (1 Wo.)US | Country39 (5 Wo.)Country |             |
| 2011 | I Will Stand by You: The Essential Collection | — | Country34 (8 Wo.)Country |             |
| 2022 | All-Time Greatest Hits                        | US90 (1 Wo.)US | Country11 (1 Wo.)Country |             |

Weitere Kompilationen
- 1990: Collector’s Series (US: Gold)
- 1991: Their Finest Collection
- 1992: From the Heart: 15 Career Classics
- 1993: Talk About Love
- 1993: This Country’s Rockin’
- 1994: Live Studio Sessions
- 1995: The Essential Judds
- 1996: Spiritual Reflections
- 2008: Greatest Hits: Limited Edition
- 2017: All-Time Greatest Hits
- 2018: The Biggest Hits of The Judds

### EPs
| Jahr | Titel           | Höchstplatzierung, Gesamtwochen, AuszeichnungChartplatzierungen (Jahr, Titel, Platzierungen, Wochen, Auszeichnungen, Anmerkungen) | Höchstplatzierung, Gesamtwochen, AuszeichnungChartplatzierungen (Jahr, Titel, Platzierungen, Wochen, Auszeichnungen, Anmerkungen) | Anmerkungen |
| Jahr | Titel           | US | Country | Anmerkungen |
| ---- | --------------- | --- | --- | ----------- |
| 1988 | Wynonna & Naomi | US153 Gold · (15 Wo.)US | Country8 (61 Wo.)Country |             |

Weitere EPs
- 2000: Big Bang Boogie

### Singles
| Jahr | Titel Album                                                       | Höchstplatzierung, Gesamtwochen, AuszeichnungChartsChartplatzierungen (Jahr, Titel, Album, Platzierungen, Wochen, Auszeichnungen, Anmerkungen) | Anmerkungen                           |
| Jahr | Titel Album                                                       | Country | Anmerkungen                           |
| --- | ----------------------------------------------------------------- | --- | ------------------------------------- |
| 1983 | Had a Dream (For the Heart) Wynonna & Naomi                       | Country17 (18 Wo.)Country |                                       |
| 1984 | Mama He’s Crazy Wynonna & Naomi                                   | Country1 Gold · (23 Wo.)Country |                                       |
| 1984 | Why Not Me                                                        | Country1 Gold · (22 Wo.)Country |                                       |
| 1985 | Girls’ Night Out Why Not Me                                       | Country1 (22 Wo.)Country |                                       |
| 1985 | Love Is Alive Why Not Me                                          | Country1 (21 Wo.)Country |                                       |
| 1985 | Have Mercy Rockin’ with the Rhythm                                | Country1 (22 Wo.)Country |                                       |
| 1986 | Grandpa (Tell Me ’Bout the Good Old Days) Rockin’ with the Rhythm | Country1 Platin · (20 Wo.)Country |                                       |
| 1986 | Rockin’ with the Rhythm of the Rain Rockin’ with the Rhythm       | Country1 (18 Wo.)Country |                                       |
| 1986 | Cry Myself to Sleep Rockin’ with the Rhythm                       | Country1 (20 Wo.)Country |                                       |
| 1987 | Don’t Be Cruel Heartland                                          | Country10 (13 Wo.)Country |                                       |
| 1987 | I Know Where I’m Going Heartland                                  | Country1 (19 Wo.)Country |                                       |
| 1987 | Maybe Your Baby’s Got the Blues Heartland                         | Country1 (22 Wo.)Country |                                       |
| 1988 | Turn It Loose Heartland                                           | Country1 (17 Wo.)Country |                                       |
| 1988 | Give a Little Love Greatest Hits                                  | Country2 (17 Wo.)Country |                                       |
| 1988 | Change of Heart Greatest Hits                                     | Country1 (20 Wo.)Country |                                       |
| 1989 | Young Love (Strong Love) River of Time                            | Country1 (21 Wo.)Country |                                       |
| 1989 | Let Me Tell You About Love River of Time                          | Country1 (21 Wo.)Country |                                       |
| 1989 | One Man Woman River of Time                                       | Country8 (26 Wo.)Country |                                       |
| 1990 | Guardian Angels River of Time                                     | Country16 (21 Wo.)Country |                                       |
| 1990 | Born to Be Blue Love Can Build a Bridge                           | Country5 (21 Wo.)Country |                                       |
| 1990 | Love Can Build a Bridge                                           | Country5 (20 Wo.)Country |                                       |
| 1991 | One Hundred and Two Love Can Build a Bridge                       | Country6 (20 Wo.)Country |                                       |
| 1991 | John Deere Tractor Love Can Build a Bridge                        | Country29 (16 Wo.)Country |                                       |
| 2000 | Stuck in Love Big Bang Boogie                                     | Country26 (18 Wo.)Country |                                       |
| Folgende Lieder erschienen nicht als Single, wurden aber durch das Album zum Download und Streaming bereitgestellt und konnten somit eine Platzierung erlangen: |                                                                   | |                                       |
| |                                                                   | |                                       |
| 1987 | Silver Bells Christmas Time with The Judds                        | Country68 (1 Wo.)Country | Charteinstieg in US-Country erst 1998 |

Weitere Singles
- 1984: Light of the Stable
- 1989: Water of Love
- 2010: I Will Stand by You

### Videoalben
- 1989: Heartland (US: Gold)
- 1990: Great Video Hits (US: Gold)
- 1990: Love Can Build A Bridge (US: Platin)
- 1992: Their Final Concert (US: Platin)
- 1993: Wynonna & Naomi – The Farewell Tour (US: Gold)

### Boxsets
- 1992: The Judds Collection: 1983—1990